# La Ibérica
La Ibérica es una fábrica tradicional peruana de chocolate, ubicada en la ciudad de Arequipa (Perú) y fundada en 1909 por el español Vicente Vidaurrázaga. La fábrica ofrece chocolate en tiendas repartidas por el territorio peruano y también en el extranjero. Cuenta con más de 450 empleados.

## Historia
Vicente Vidaurrázaga llegó al puerto de Mollendo debido a un viaje de negocios, luego viajó a Arequipa donde instaló su residencia. A temprana edad fue enviado a Bilbao (España) para continuar su educación. Su familia se había establecido en Perú. Vuelve al país andino, convocado por su padre, para que le ayude en sus negocios. Luego decidió fundar la fábrica de chocolates. En 1909 inició las primeras pruebas de fabricación de chocolate, utilizando recetas traídas de Europa.

## Productos
Su primer producto fue el chocolate de taza. Posteriormente se dedicaron a la elaboración de mazapanes, toffees y chocolates rellenos. Actualmente fabrican chocolates con leche, fondant, bombones de chocolate, toffee y turrón.